# Alfred Görnemann
Alfred Görnemann, né le 1er septembre 1877 à Berlin et mort le 11 octobre 1903 à Dresde, est un coureur cycliste allemand de demi-fond. Il commence à s'entraîner dans cette discipline en 1901, après avoir terminé son service militaire, et devient rapidement un compétiteur de premier plan. La même année, il remporte une médaille de bronze aux championnats du monde de demi-fond et devient champion du monde l'année suivante dans la catégorie amateurs. En 1903, il devient professionnel et remporte une autre médaille de bronze aux championnats du monde.  
Le 11 octobre 1903 lors d'une course de 100 km à Dresde, alors qu'il tente de battre son rival Thaddäus Robl, il entre en collision avec la moto de son entraineur, subissant une blessure à la colonne vertébrale et une fracture du crâne. Il meurt le soir même et est inhumé le 15 octobre 1903 à Berlin.

## Palmarès sur piste

### Championnats du monde
- Berlin 1901

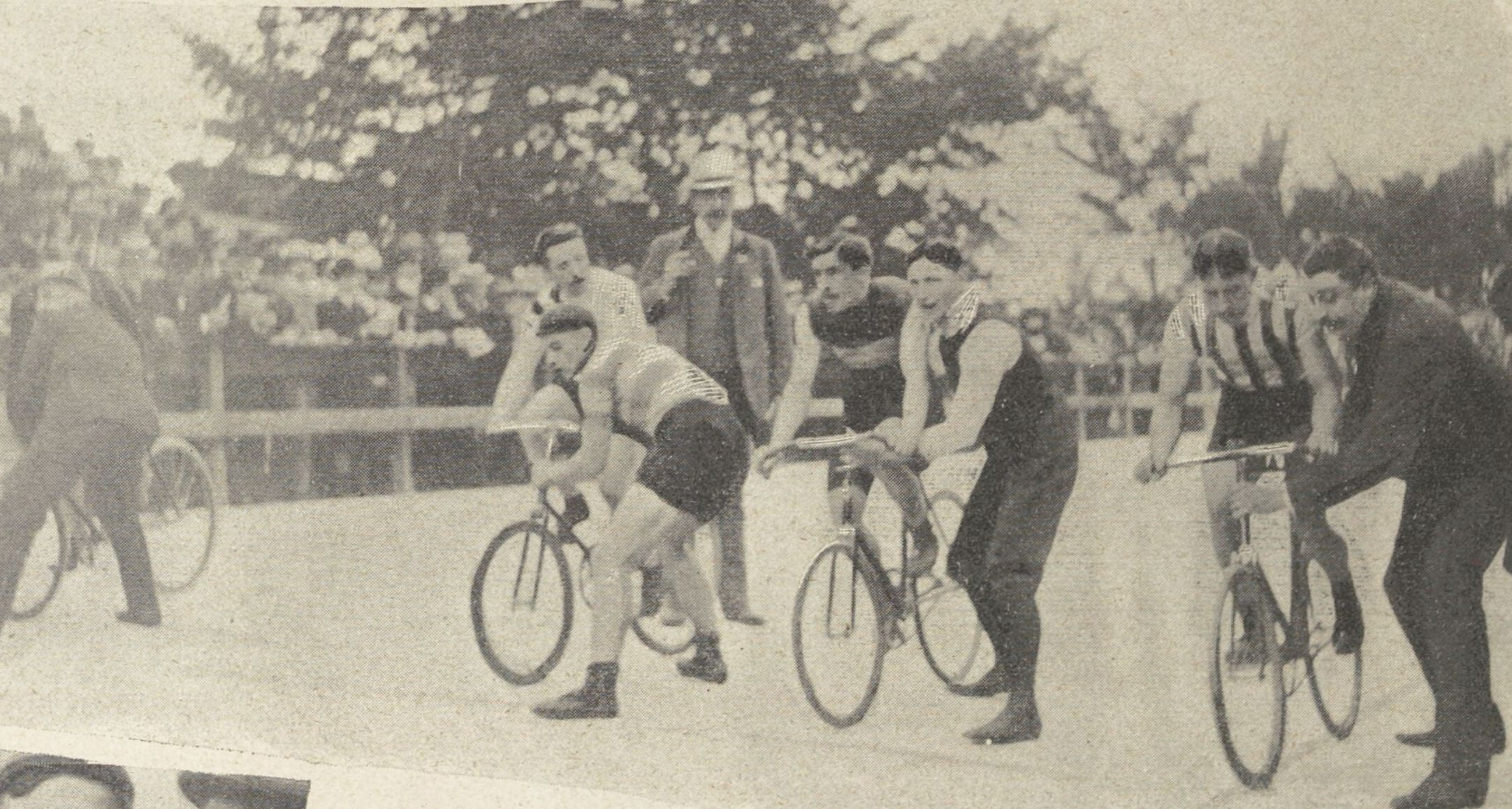
Le départ du championnat du monde de demi-fond professionnel au vélodrome d'Ordrup de Copenhague en 1903. De gauche à droite : Thaddäus Robl, Alfred Görnemann et Piet Dickentman.

  -  Médaillé de bronze du demi-fond amateurs[1].
- Berlin 1902
  -  Champion du monde de demi-fond amateur
- Copenhague 1903
  -  Médaillé de bronze du demi-fond professionnel[2].

### Autres résultats notables
- 1903 :  2e Roue d'or de Friedenau -100 km[3].